# Palais Seyssel d’Aix

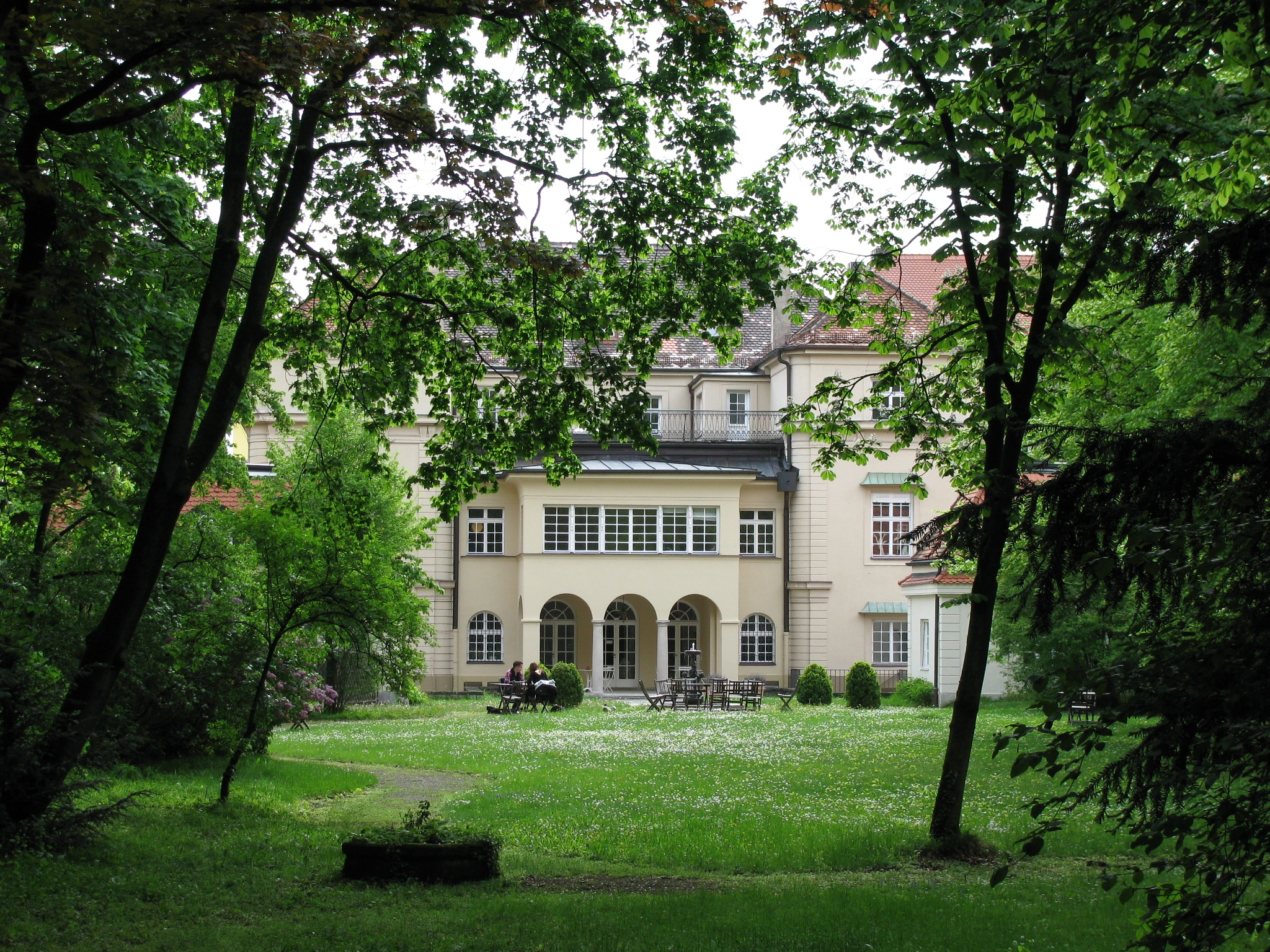
Palais Seyssel d’Aix

Das Palais Seyssel d’Aix ist ein Schlösschen in der Kaulbachstraße 13 im Münchner Stadtteil Maxvorstadt.
Es ist als Baudenkmal in der Bayerischen Denkmalliste aufgeführt und seit 1954 Sitz des Institut français in München.

## Baugeschichte
Das Gebäude wurde 1856 als Biedermeierwohnhaus für den Kaufmann Carl Reschreiter errichtet.
1874 erwarb es der königliche Kämmerer Edwin Graf von Seyssel d’Aix (* 7. Januar 1824 in München; † 2. April 1912 ebenda). Die Familie von Seyssel d’Aix war im 18. Jahrhundert von Savoyen nach Bayern gekommen.
Ein Medaillon an der südlichen Hausecke zeigt die Ansicht des Gebäudes vor 1913. Von 1913 bis 1914 wurde das Adelspalais durch das Bauunternehmen von Franz Rank umgestaltet. Es entstand ein vorstädtisches Schlösschen, das sich im Baukörper an französischen Villen und in der Formgestaltung am Régence-Stil orientiert. Der regelmäßige Baukörper ist von zwei Gittertoren in der Zufahrt zu zwei symmetrisch angeordneten Remisen flankiert. Im Park befindet sich ein Gewächshaus.

## Nutzungsgeschichte
Während des Umbaues der päpstlichen Nuntiatur in der Brienner Straße 15 von 1922 bis 1925, residierte Erzbischof Eugenio Pacelli, der spätere Pius XII. im Seyssel-Palais. Alberto Vassallo di Torregrossa war in der Brienner Straße 15 Pöbeleien bei Aufzügen der NSDAP ausgesetzt und im März 1934 wurde die Apostolische Nuntiatur in München in das Seyssel-Palais verlegt. Vom 1. bis zum 3. Oktober 1936 wurde der exterritoriale Status der Nuntiatur missachtet und das Gebäude durchsucht. Nachdem Alberto Vassallo di Torregrossa am 23. Oktober 1936 München verlassen hatte, nahmen nacheinander die NS-Funktionäre Ludwig Siebert, Adolf Wagner und Paul Giesler das Gebäude in Beschlag.
Vom 8. Mai 1945 bis 1. Februar 1951 wurde das Gebäude, wie die benachbarte Kaulbach-Villa, vom American Forces Network genutzt. Vom 1. Februar 1951 bis 31. Dezember 1953 waren im Schlösschen das französische Generalkonsulat in München, das Institut français und ein Teil der künftigen École française untergebracht. Seit dem 31. Januar 1954 ist das Institut français de Munich alleiniger Mieter des Schlosses im Eigentum des Freistaates Bayern.

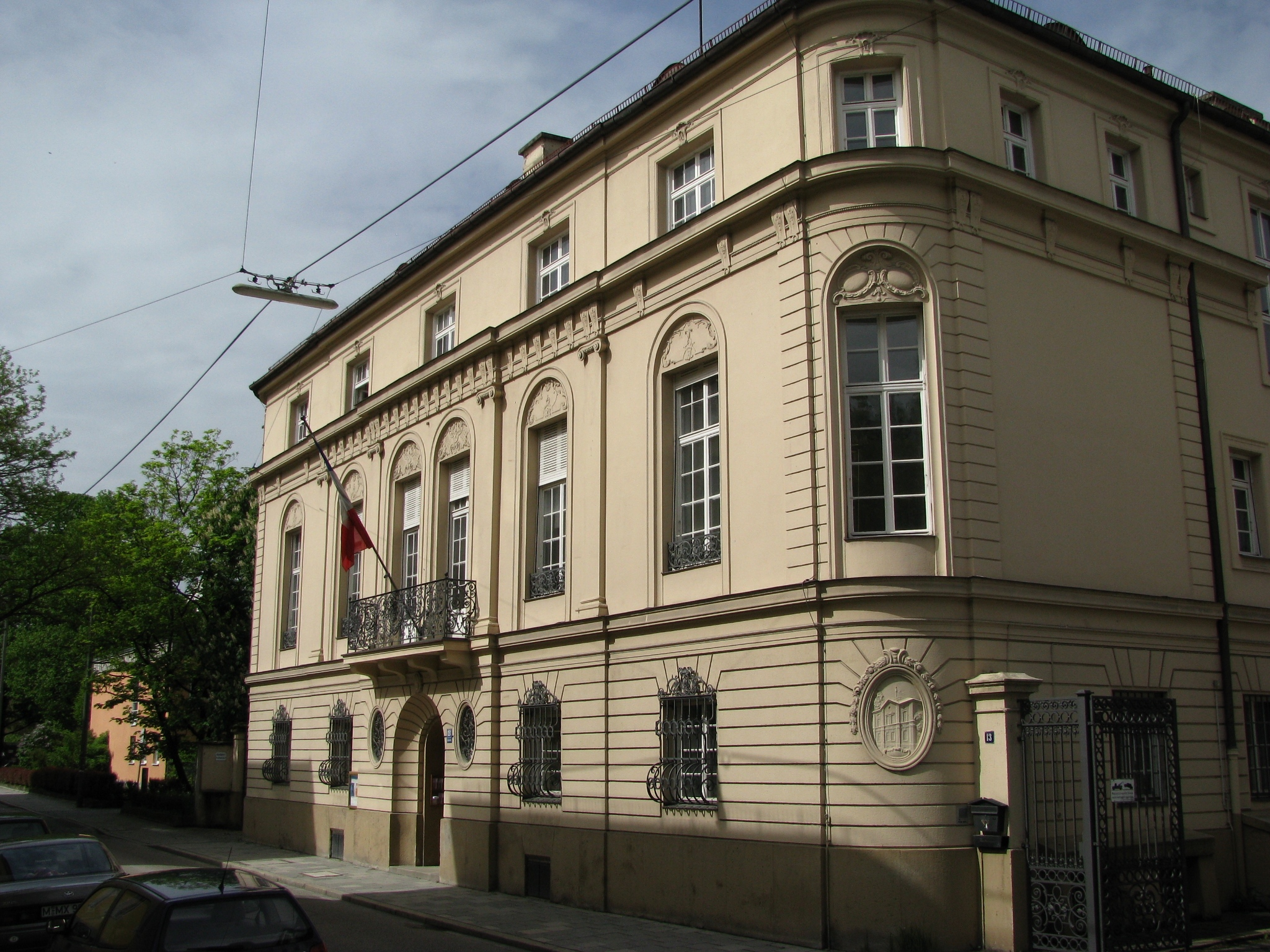
Ein Medaillon an der nördlichen Hausecke zeigt die Ansicht des Gebäudes von 1874
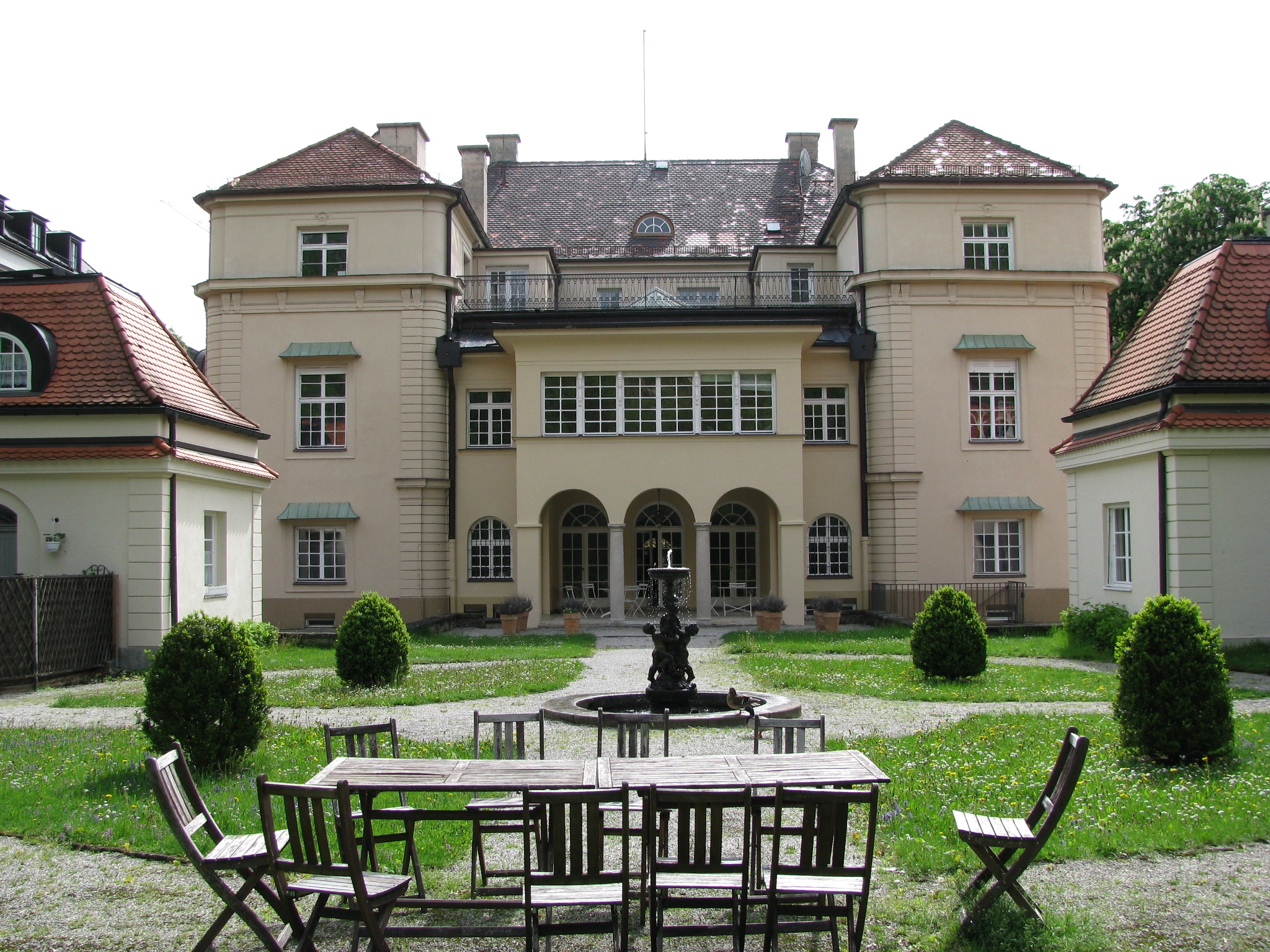
Der ausgedehnte Garten wurde im Stil französischer Gartenarchitektur der Barockzeit mit Blumenrondell, Brunnen sowie Wegschleifen zu Baum- und Strauchgruppen angelegt.
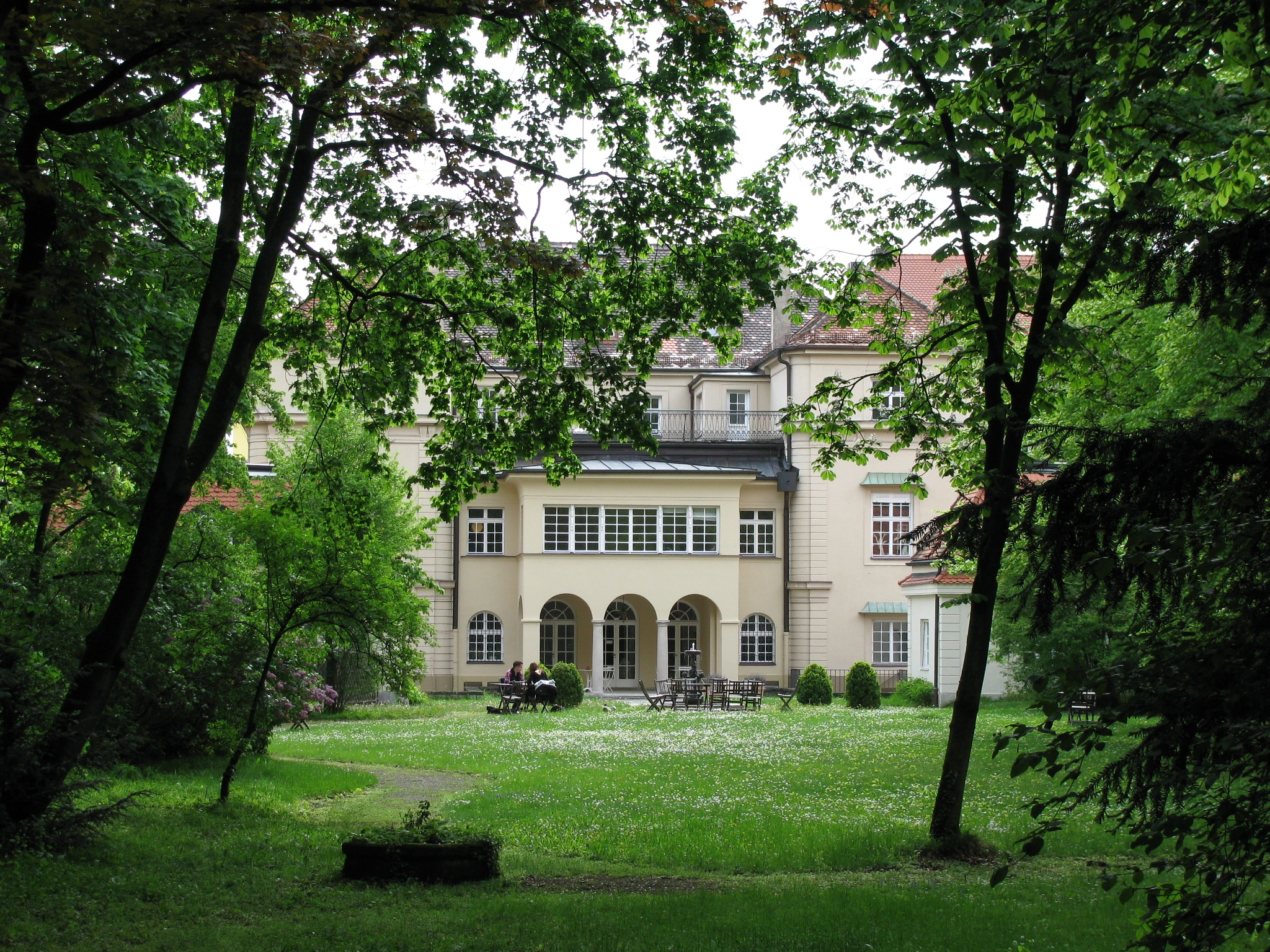
Der dem Hauptgebäude der Bayerischen Staatsbibliothek zugewandte Park weist noch Elemente von 1755 auf, der Zeit der Entstehung des Schönfeldviertels.
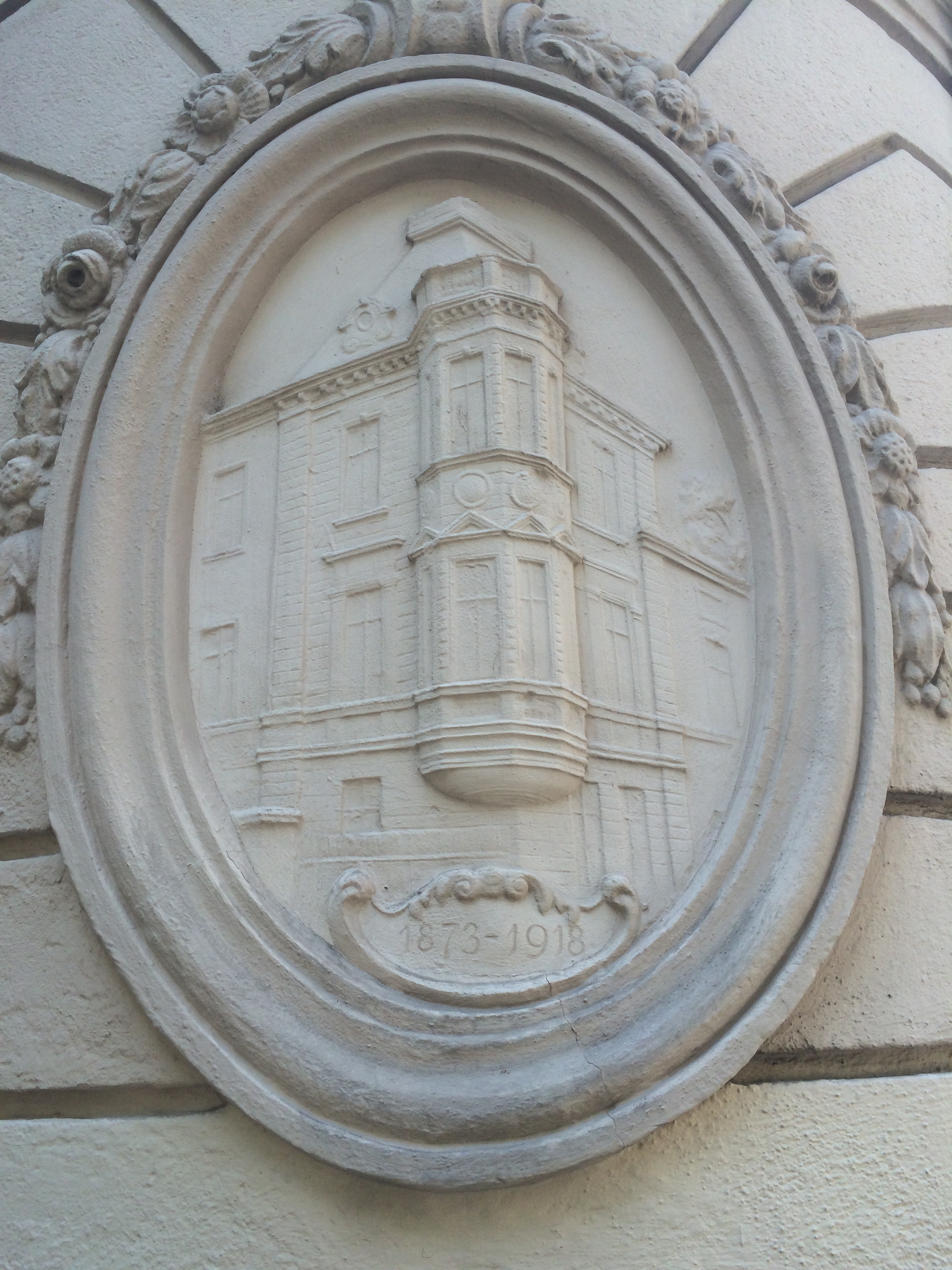
Medaillon an der südlichen Ecke mit einer älteren Gebäudeansicht